# Stjórnin
Stjórnin foi uma banda islandesa que era composta por Grétar Örvarsson, nascido em 11 de julho de 1959 e Sigríður Beinteinsdóttir, nascida a 24 de julho de 1962. Ambos representaram a Islândia no Festival Eurovisão da Canção 1990 com a canção "Eitt lag enn" que classificou em quarto lugar. esses mesmos cantores fizeram parte de uma outra banda Heart 2 Heart que representou a Islândia no Festival Eurovisão da Canção 1992, com o tema  "Nei eða já". Esta canção classificou-se em sétimo lugar (entre 23 participantes) em Malmö.
Beinteìnsdottir, através do nome Sigga participou uma terceira vez pela Islândia, a solo, em 1994, com a canção  "Naetur" que se posicionou em 12.º lugar.